# Samcheok
Samcheok (hangul: 삼척, hanja: 三陟) är en stad i den sydkoreanska provinsen Gangwon. Folkmängden var 69 115 invånare i slutet av 2018. Kommunens yta uppgår till 1 187 kvadratkilometer.

## Administrativ indelning
Kommunens centrala delar, med 41 000 invånare och en yta av 53 km², är indelad i fyra stadsdelar (dong): Gyo-dong, Jeongna-dong, Namyang-dong och Seongnae-dong. 
Övriga delar av kommunen är indelad i två köpingar (eup) och 6 socknar (myeon): Dogye-eup, Gagok-myeon, Geundeok-myeon, Hajang-myeon, Miro-myeon, Nogok-myeon, Singi-myeon och Wondeok-eup.